# Adriana Ruano
Adriana Ruano Oliva, född 26 juni 1995, är en guatemalansk sportskytt.

## Karriär
Vid olympiska sommarspelen 2024 i Paris tog Ruano guld och noterade ett nytt olympiskt rekord i trap, vilket var Guatemalas första olympiska guldmedalj genom tiderna.